# Xã Dora, Quận Otter Tail, Minnesota
Xã Dora (tiếng Anh: Dora Township) là một xã thuộc quận Otter Tail, tiểu bang Minnesota, Hoa Kỳ. Năm 2010, dân số của xã này là 725 người.